# ГЕС Уміам-Умтру ІІІ
ГЕС Уміам-Умтру ІІІ – гідроелектростанція на сході Індії у штаті Меґхалая. Знаходчись між ГЕС Уміам ІІ (вище по течії) та ГЕС Уміам-Умтру IV, входить до складу каскаду у сточищі річки Умтру (в пониззі має назву Дігару), яка дренує Khasi Hills та впадає ліворуч у річку Копілі всього за 2,5 км від впадіння останньої так само ліворуч до Брахмапутри. Можливо відзначити, що ресурс для роботи найвищої станції каскаду – ГЕС Уміам І – надходить шляхом деривації зі ще однієї лівої притоки Копілі річки Уміам. 
В межах проекту Умтру перекрили бетонною гравітаційною греблею Kyrdemkulai висотою 28 метрів та довжиною 107 метрів, яка потребувала 29 тис м3 матеріалу. Вона утворила водосховище з площею поверхні 0,8 км2 та об’ємом 3,8 млн м3 (корисний об’єм 0,9 млн м3), в якому можливе коливання рівня поверхні між позначками 675 та 683 метри НРМ. Звідси ресурс подається через дериваційний тунель довжиною 2,8 км до іншого сховища, створеного на висотах правобережжя Умтру за допомогою земляної греблі Nongmahir висотою 50 метрів та довжиною 150 метрів, яка потребувала 80 тис м3 матеріалу. Разом з п’ятьма дамбами довжиною від 33 до 69 метрів вона утримує водойму з площею поверхні 0,7 км2 та об’ємом 5,8 млн м3 (корисний об’єм 2,2 млн м3), в якому можливе коливання рівня поверхні між позначками 669 та 672 метри НРМ.
Зі сховища Nongmahir вода подається через підвідний тунель до розташованого за 0,65 км верхнього балансувального резервуару шахтного типу, звідки прямує по двом напірним водоводам довжиною по 0,4 км та діаметром 2,6 метра до спорудженого на березі Умтру машинного залу.
Основне обладнання станції складають дві турбіни типу Френсіс потужністю по 30 МВт, які при напорі від 131 до 162 метрів (номінальний 140 метрів) забезпечують виробництво 162 млн кВт-год електроенергії на рік.